# Giacomo Promontorio
Giacomo Promontorio (Génova, 1508 — Génova, 1578) foi o 58.º Doge da República de Génova.

## Biografia
Promontório foi eleito como Doge a 4 de janeiro de 1553, o décimo terceiro na sucessão bienal e o quinquagésimo oitavo na história republicana. Sob o seu mandato, os jesuítas estabeleceram-se em Génova e começaram a organizar e fundar escolas públicas. Após o seu cargo, em 4 de janeiro de 1555, ele serviu à república em outros cargos públicos. Morreu em Génova em 1578 e foi sepultado na igreja de Santa Caterina.